# Dwain Chambers
Dwain Chambers, född 5 april 1978 i London, är en brittisk friidrottare som tävlar på 100 meter, 200 meter och 4x100 meter. Chambers blev europamästare över 100 meter 2002. Samma år tangerade Chambers landsmannen Linford Christies nio år gamla europarekord då han noterade 9,87 s. I samma tävling slog Tim Montgomery (USA) världsrekord med 9,78 s, ett rekord som senare dock ströks tillföljd av dopningsmisstankar mot amerikanen. I november 2003 testades Chambers positivt för preparatet THG, i samband med BALCO-skandalen, vilket medföljde en tvåårig avstängning. Efter att ha åkt fast för doping erkände Chambers även att han varit dopad när han vann EM i friidrott 2002 och han fråntogs därför segern i efterhand.

## Idrottskarriär
Chambers var som junior mycket lovande, vid Junior-EM 1995 vann han både 100 meter och 4x100 meter (med Storbritannien). Dessa titlar försvarade han 1997. Som 19-åring noterade Chambers 10,06 på 100 meter 25 juli 1997 i Ljubljana vilket var liktydigt med europarekord för juniorer (senare underskridet av landsmannen Mark Lewis-Francis).
I EM 1998 blev Chambers (10,10) tvåa på 100 meter bakom landsmannen Darren Campbell (10,04), trea blev greken Charalambos Papadias (10,17). Dock var Chambers inte medlem av det brittiska guldlaget på 4x100 meter.

### Världsmästerskapen 1999
Vid världsmästerskapen 1999 i Sevilla vann Chambers brons på 100 meter på tiden 9,97 bakom amerikanen Maurice Greene (9,80) och kanadensaren Bruno Surin (9,84). I stafetten över 4x100 meter agerade Chambers slutman i det brittiska lag som bärgade silvermedaljerna bakom Förenta Staterna (37,59) på europarekordtiden 37,73. Bronset vanns av Brasilien (38,05).

### 2002 och 2003: Uppgång och fall
Säsongen 2002 började i moll för Chambers. Vid Samväldesspelen i Manchester var Chambers en av favoriterna på 100 meter men drabbades av kramp i finalloppet. Vid europamästerskapen i München tog dock Chambers en gruvlig revansch då han vann 100 meter på nya mästerskapsrekordtiden 9,96, 10 hundradelar före portugisiske Francis Obikwelu. Chambers ingick även i det brittiska laget som i överlägsen stil vann 4x100 meter på tiden 38,19 - 34 hundradelar av en sekund före Ukraina.
I september 2002 tangerade Chambers Linford Christies Europarekord på 100 meter då han i Paris sprang i mål som tvåa på tiden 9,87. Vann loppet gjorde amerikanen Tim Montgomery på nya världsrekordtiden 9,78. Montgomerys världsrekordtid annullerades emellertid senare till följd av dopningsmisstankar.
I VM-finalen 2003 på 4x100 meter i Paris förlorade Chambers knappt slutsträckan mot Förenta Staternas Joshua J Johnson. Förenta Staterna fick sluttiden 38,06 mot britternas 38,08.

#### Dopning
I oktober 2003 avslöjades det att Chambers lämnat ett dopningstest med spår av det förbjudna preparatet THG. Efter förhör 22 februari 2004 stängdes Chambers av i två år, daterat från provtillfället i 1 augusti 2003. Chambers erkände att han brukat THG redan 2002 varför han (och det brittiska laget på 4*100m) utöver VM-medaljen anno 2003 även fråntogs EM-medaljerna från 2002 samt europarekordet på 9,87
Resultatlistorna ändrades då så att silvermedaljörerna (Francis Obikwelu respektive Ukraina) istället blev guldmedaljörer, bronsmedaljörerna (Darren Campbell och Polen) blev nya silvermedaljörer, samtidigt som de tidigare fyrorna (ungraren Roland Németh respektive Tyskland) lade beslag på bronsmedaljerna.
Även Storbritanniens VM-silver i stafetten från 2003 fråntogs dem och tilldelades istället Brasilien (38,26) medan tidigare fyran Nederländerna (38,87) erhöll bronsmedaljerna. Chambers har fått utstå hård kritik från lagkamraten Darren Campbell till följd av att han förlorat två stafettmedaljer på grund av Chambers otillbörliga förehavanden.
Både Chambers 9,87 och 9,96 (EM-finalen) från 2002 har ogiltigförklarats varför hans personbästa nu lyder på 9,97 (från 1999). Med denna tid är han alltjämt tvåa i Storbritannien genom tiderna (efter Linford Christie) och trea i Europa (efter Francis Obikwelu och Christie).
Under 2008 erkände Chambers att han utöver THG även använt Testosteron, EPO, HGH, Insulin, Modafinil och Liothyronine.

### Efter 2003
Chambers var genom avstängningen utestängd från alla friidrottsarenor men inte från all idrott. Av den anledningen sökte Chambers vinna en plats i NFL-laget San Francisco 49ers i amerikansk fotboll.
IAAF befallde 26 maj 2006 Chambers att återbetala de 180 000 £ han tjänat i prispengar 2003 innan han tilläts återvända till friidrottsarenorna. I juni 2006 gjorde Chambers comeback på 100 meter i en gala i Gateshead och blev överraskande trea på tiden 10,07 (Asafa Powell vann på världsrekordtangeringen 9,77). I EM 2006 på Ullevi blev Chambers femma på 100 meter på tiden 10,24 samt agerade startman i det brittiska laget på 4x100 meter. Britterna vann loppet på tiden 38,91 före Polen (39,05) och Frankrike (39,07). Segerjublet, eller snarast bristen på sådant, efteråt rönte emellertid större uppmärksamhet. Andrasträckans Darren Campbell vägrade fira guldet ihop med övriga lagmedlemmar i protest mot Chambers medverkan (han hade ju tidigare kritiserat Chambers agerande).
Den 10 mars 2007 skrev Chambers under ett kontrakt med det amerikanska fotbollslaget Hamburg Sea Devils men han återvände igen till friidrotten när NFL Europa lades ned. Vid de brittiska mästerskapen/olympiska uttagningarna 12 juli 2008 vann Chambers på tiden 10,00. Därmed ansåg sig Chambers vara berättigad att delta i OS i Peking. Chambers åsikt stöddes av det faktum att han klarat kvalgränsen och vunnit OS-uttagningarna men den brittiska olympiska kommittén har en regel som säger att en idrottsman eller -kvinna som någon gång stängts av för dopning, aldrig mer tillåts representera Storbritannien i ett olympiskt spel. Chambers överklagade avstängningen från OS till domstol men fick där avslag.

## Medaljer

### Guld
- EM 2006 4x100 meter (Storbritannien: Chambers, Campbell, Marlon Devonish och Lewis-Francis 38,91)

* EM 2002 100 meter (9,96 MR) Medaljen fråntogs Chambers p.g.a. dopning
* EM 2002 4x100 meter (Storbritannien: Malcolm, Campbell, Marlon Devonish och Chambers 38,19) Diskvalificerade p.g.a. Chambers positiva dopningstest

### Silver
- VM 1999 4x100 meter (Storbritannien: Gardener, Campbell, Devonish och Chambers, 37,73 ER)
- EM 1998 100 meter (10,10)

* VM 2003 4x100 meter (Storbritannien: Malcolm, Campbell, Devonish och Chambers 38,08) Diskvalificerade p.g.a. Chambers positiva dopningstest

### Brons
- VM 1999 100 meter (9,97)

## Rekord
- 100 meter: 9,97, Sevilla, Spanien, 22 augusti 1999
- 200 meter: 20,31, London, England, 22 juli 2001
- Europarekord 4x100 meter 37,73 (Storbritannien: Gardener, Campbell, Devonish och Chambers), Sevilla, Spanien, 29 augusti 1999